# Ewa Leniart
Ewa Maria Leniart (ur. 27 sierpnia 1976 w Dylągówce) – polska prawnik i polityk, doktor nauk prawnych, dyrektor oddziału Instytutu Pamięci Narodowej w Rzeszowie, wojewoda podkarpacki (2015–2019, 2020–2023), posłanka na Sejm IX i X kadencji (2019–2020, od 2023).

## Życiorys
Ukończyła II Liceum Ogólnokształcące w Rzeszowie. W latach 1995–2000 studiowała na Wydziale Prawa Filii Uniwersytetu Marii Curie-Skłodowskiej w Rzeszowie, uzyskując w tej dziedzinie tytuł zawodowy magistra. W czasie studiów zajmowała się społecznie udzielaniem porad prawnych w ramach biura studenckiego. W 2014 uzyskała stopień doktora nauk prawnych na Uniwersytecie Śląskim w Katowicach na podstawie rozprawy zatytułowanej Usiłowanie usunięcia organów władzy państwowej i usiłowanie zmiany ustroju państwa w orzecznictwie Wojskowego Sądu Rejonowego w Rzeszowie w latach 1946–1955.
W 2000 rozpoczęła pracę w nowo utworzonym rzeszowskim oddziale Instytutu Pamięci Narodowej – Komisji Ścigania Zbrodni przeciwko Narodowi Polskiemu na stanowisku inspektora ds. administracyjnych. Od 2002 do 2005 była kierownikiem referatu w rzeszowskim oddziale IPN, później do 2007 pracowała w urzędzie wojewódzkim jako koordynator i dyrektor gabinetu wojewody Ewy Draus. W 2006 została także pracownikiem naukowo-dydaktycznym w Zakładzie Historii Państwa i Prawa Uniwersytetu Rzeszowskiego. W 2007 objęła stanowisko dyrektora oddziału IPN w Rzeszowie. Była członkiem społecznego Komitetu Budowy Pomnika ks. Jerzego Popiełuszki i członkiem założycielem Komitetu Budowy Pomnika płk. Łukasza Cieplińskiego w Rzeszowie. Zainspirowała utworzenie Klubu Historycznego im. Łukasza Cieplińskiego, skupiającego osoby z regionu pasjonujące się historią. Wsparła budowę Muzeum Polaków Ratujących Żydów podczas II wojny światowej im. Rodziny Ulmów w Markowej.
W 2014 bez powodzenia kandydowała z listy Prawa i Sprawiedliwości do Sejmiku Województwa Podkarpackiego, mandat radnej uzyskała jednak w listopadzie 2015. 8 grudnia 2015 została powołana na stanowisko wojewody podkarpackiego, odchodząc w związku z tym z sejmiku. W wyborach w 2019 bezskutecznie ubiegała się o mandat deputowanej do Parlamentu Europejskiego z okręgu obejmującego województwo podkarpackie.
W wyborach parlamentarnych w tym samym roku została natomiast wybrana do Sejmu IX kadencji. Kandydowała w okręgu rzeszowskim, otrzymując 36 305 głosów. W związku z tym wyborem 11 listopada 2019 zakończyła urzędowanie na funkcji wojewody. 10 stycznia 2020 premier Mateusz Morawiecki ponownie powierzył jej stanowisko wojewody podkarpackiego (od 13 stycznia 2020). W konsekwencji wygasł jej mandat poselski.
W marcu 2021 ogłosiła start w przedterminowych wyborach na prezydenta Rzeszowa. Poparcia udzieliły jej Prawo i Sprawiedliwość oraz Region Rzeszowski NSZZ „Solidarność”, powołano także wspierający ją honorowy komitet kobiet. W głosowaniu z 13 czerwca 2021 otrzymała 23,62%, zajmując drugie miejsce (wybory zakończyły się w pierwszej turze wygraną Konrada Fijołka).
W wyborach w 2023 po raz drugi uzyskała mandat poselski, zdobywając 38 795 głosów. W konsekwencji 2 listopada tego samego roku przestała pełnić funkcję wojewody. W 2024 z ramienia PiS wystartowała w kolejnych wyborach europejskich.

## Wyniki w wyborach ogólnopolskich
| Wybory | Komitet wyborczy                | Komitet wyborczy       | Organ                            | Okręg          | Wynik          |
| ------ | ------------------------------- | ---------------------- | -------------------------------- | -------------- | -------------- |
| 2019   |                                 | Prawo i Sprawiedliwość | Parlament Europejski IX kadencji | nr 9           | 36 907 (4,94%) |
| 2019   | Sejm IX kadencji                | Prawo i Sprawiedliwość | nr 23                            | 36 305 (6,17%) |                |
| 2023   | Sejm X kadencji                 | Prawo i Sprawiedliwość | nr 23                            | 38 795 (5,76%) |                |
| 2024   | Parlament Europejski X kadencji | Prawo i Sprawiedliwość | nr 9                             | 22 033 (3,48%) |                |

## Życie prywatne
Córka Ignacego i Weroniki. Wdowa po historyku Zbigniewie Nawrockim (1959–2017). Ma jedno dziecko.

## Odznaczenia
- Srebrny Krzyż Zasługi (2010)[20]
- Brązowa Odznaka „Zasłużony dla Ochrony Przeciwpożarowej” (2017)[21]
- Złoty Medal za Zasługi dla Straży Granicznej (2023)[22]
- Medal Dwudziestolecia NSZZ Pracowników Policji (2016)[23]
- Srebrny Medal za zasługi dla Podkarpackiego Oddziału Wojewódzkiego Związku Weteranów i Rezerwistów Wojska Polskiego (2017)[24]
- Order Księżnej Olgi III klasy (Ukraina, 2023)[25]